# Унзас
Унзас — река в России, протекает по Новокузнецкому району Кемеровской области.
Устье реки находится в 20 км по правому берегу реки Мзас. Длина реки составляет 10 км.
В месте впадения Унзаса в Мзас стоит посёлок Берёзовый.

## Данные водного реестра
По данным государственного водного реестра России относится к Верхнеобскому бассейновому округу, водохозяйственный участок реки — Томь от истока до города Новокузнецк, без реки Кондома, речной подбассейн реки — Томь. Речной бассейн реки — (Верхняя) Обь до впадения Иртыша.